# モデル・カーズ
『モデル・カーズ』（Model Cars）は日本の模型雑誌。模型といっても多種多様なものがあるが、自動車およびそれに関連するジャンルの模型を専門に取り扱っている。発行形態は月刊誌で毎月26日発売、発行元はネコ・パブリッシング。

## 沿革
創刊は1985年、総合自動車雑誌である『スクランブル・カー・マガジン』（現在の『カー・マガジン』）の増刊号として企画室ネコ（現在のネコ・パブリッシング）より第1号が発行された。その後、ティーポやRMモデルズ増刊として刊行され季刊誌から隔月刊、月刊に至る。自動車模型の専門誌といえどもプラモデルに限らず、レジンやホワイトメタルを素材としたガレージキット、ミニカー、そして新製品だけではなく古い模型まで、広く紹介していた。
創刊スタッフは当時企画室ネコの社員であった平野克己、ただし第1号では編集長という肩書きではなく「平野克己 著」というクレジットであり、一部の寄稿を除いて一人で執筆している。
創刊当初は年刊、1987年に発行された第4号より年二回刊となる。1988年11月に発行される予定であった第7号は3ヶ月あまり遅れての発行となったが、これは平野克己の入院が理由であり、個人雑誌に近い編集であったことがわかる。年二回刊時代は「平野克己 編・著」というクレジットであったが、1993年11月発行の第16号から季刊となり、平野克己が正式に初代編集長となる。
1997年3月発行の第33号より隔月刊化、第34号より二代目編集長として長尾循が就き、現在に至る。2000年10月発行の第55号より月刊化。2008年9月には通刊150号を記念して創刊号が復刻、2012年11月号で200号を達成した。近年はミニカー・自動車関係のイベントでは同誌が必ずといっていいほど出展している。

## 特徴
自動車に関する模型のみを扱っている。巻頭特集では比較的プラモデルがメインに取り上げられることが多いが、市販品として存在しない自動車であればフルスクラッチビルドで製作された模型が掲載されることも多い。創刊当初はガレージキットの新製品や製作裏話、さらに特撮の小道具として作成される自動車モデルも取り上げるがことあり、極めてマニアックな路線であった。90年代半ばにはビッグワンガムのおまけの車両を取り上げたり、また、『メイクアップ物語』という特定の模型店の歴史を扱った連載や前述のビッグワンガムのおまけモデル掲載が切っ掛けで当時注目されていなかった食玩自体を取り上げた連載（1994-95年）や消滅した模型メーカーなど、郷愁に訴える昔のプラモデルを扱った連載など独特な特集も散見される。ミニカーに関しては当初は扱いが少なかったが、現在はトミカシリーズおよびホットウィールについては毎月新製品情報のコーナーが連載されている。

## その他
- 毎月特定のテーマを元にカスタムコンテストを実施しているが、製品のジャンルは問われない。
- 増刊として、過去に掲載された特定の車種の記事を集めたムックが発売されたことがある。